# Abraxas dichostata
Abraxas dichostata är en fjärilsart som beskrevs av Louis Beethoven Prout 1927. Abraxas dichostata ingår i släktet Abraxas och familjen mätare. Inga underarter finns listade i Catalogue of Life.